# Traunsteinera
Genre
Trausteinera est un genre d'orchidées terrestres, comptant deux espèces :
- Traunsteinera globosa ou Orchis globuleux
- Traunsteinera sphaerica (M.-Bieb.) Schltr., originaire d'Anatolie, on en trouve surtout autour du lac Arpi, en Arménie. Cette espèce est parfois considérée comme sous-espèce du précédent.

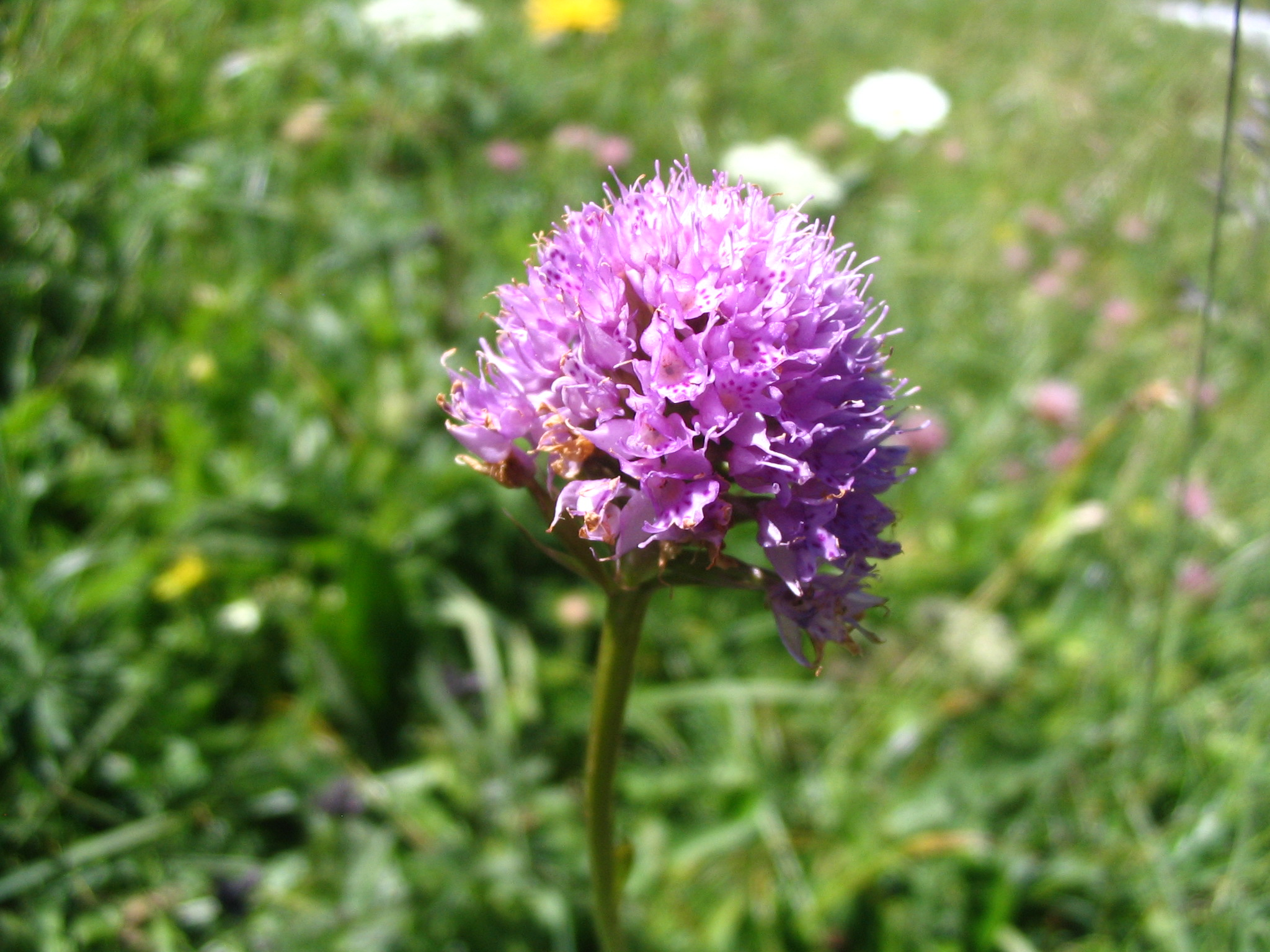
Orchis globuleux

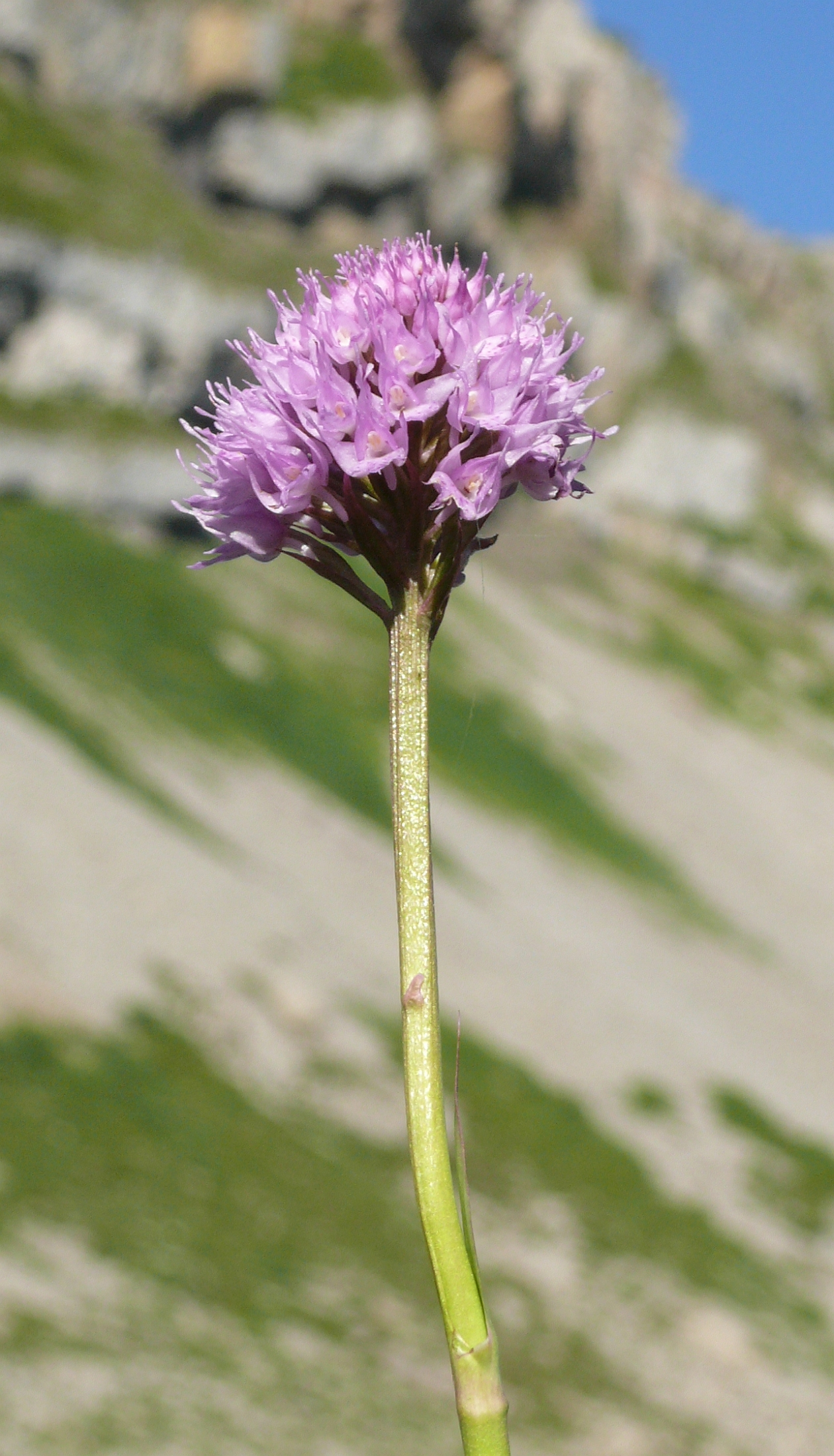
Traunsteinera globosa dans les Alpes autrichiennes.

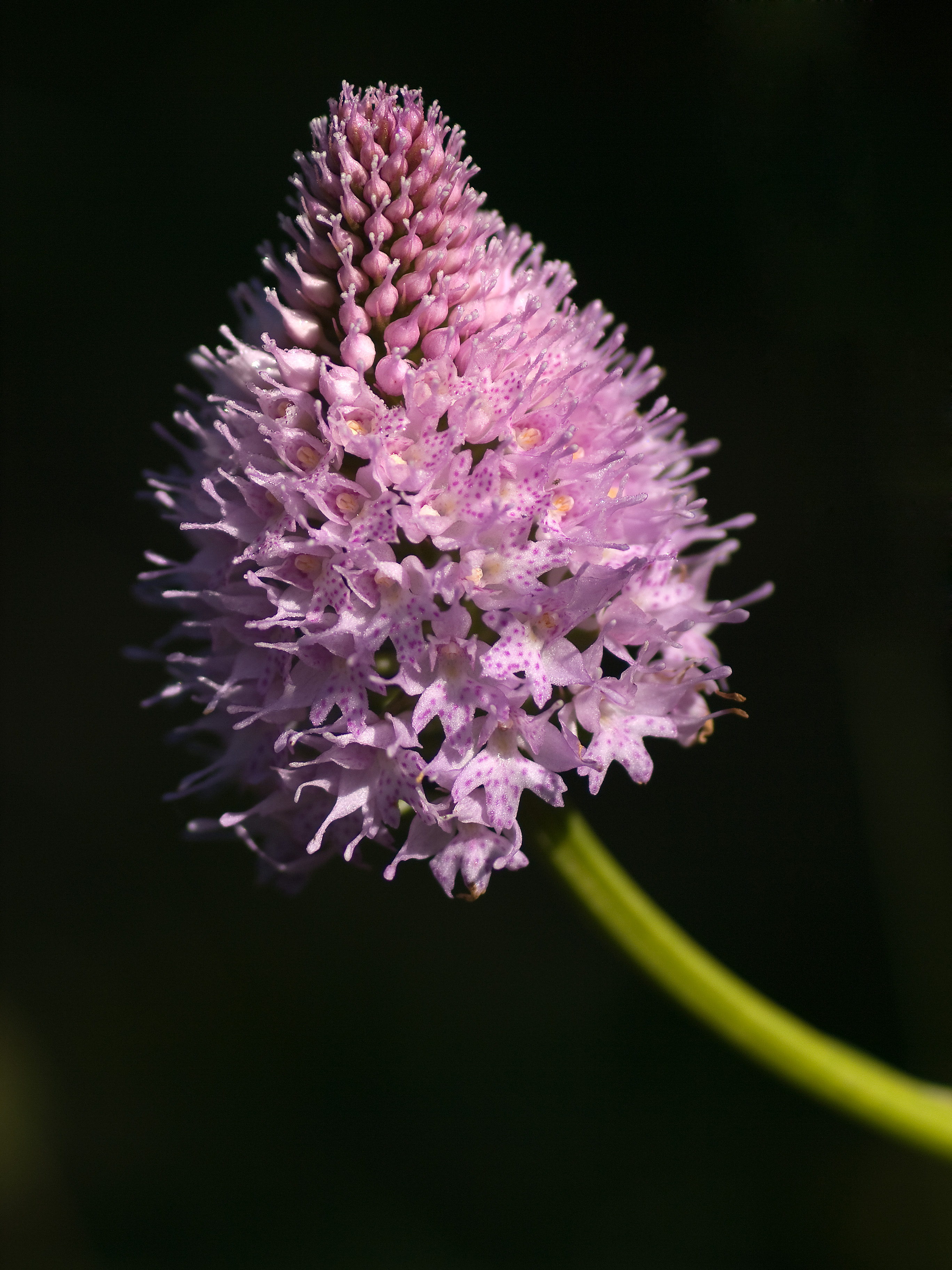
Traunsteinera globosa (en Autriche).